# Tavernor Knott
Tavernor Knott WSA (escrito ocasionalmente Taverner Knott ) (1816–1890) fue un retratista y artista de género escocés. Era el tío paterno de Cargill Gilston Knott .

## Vida

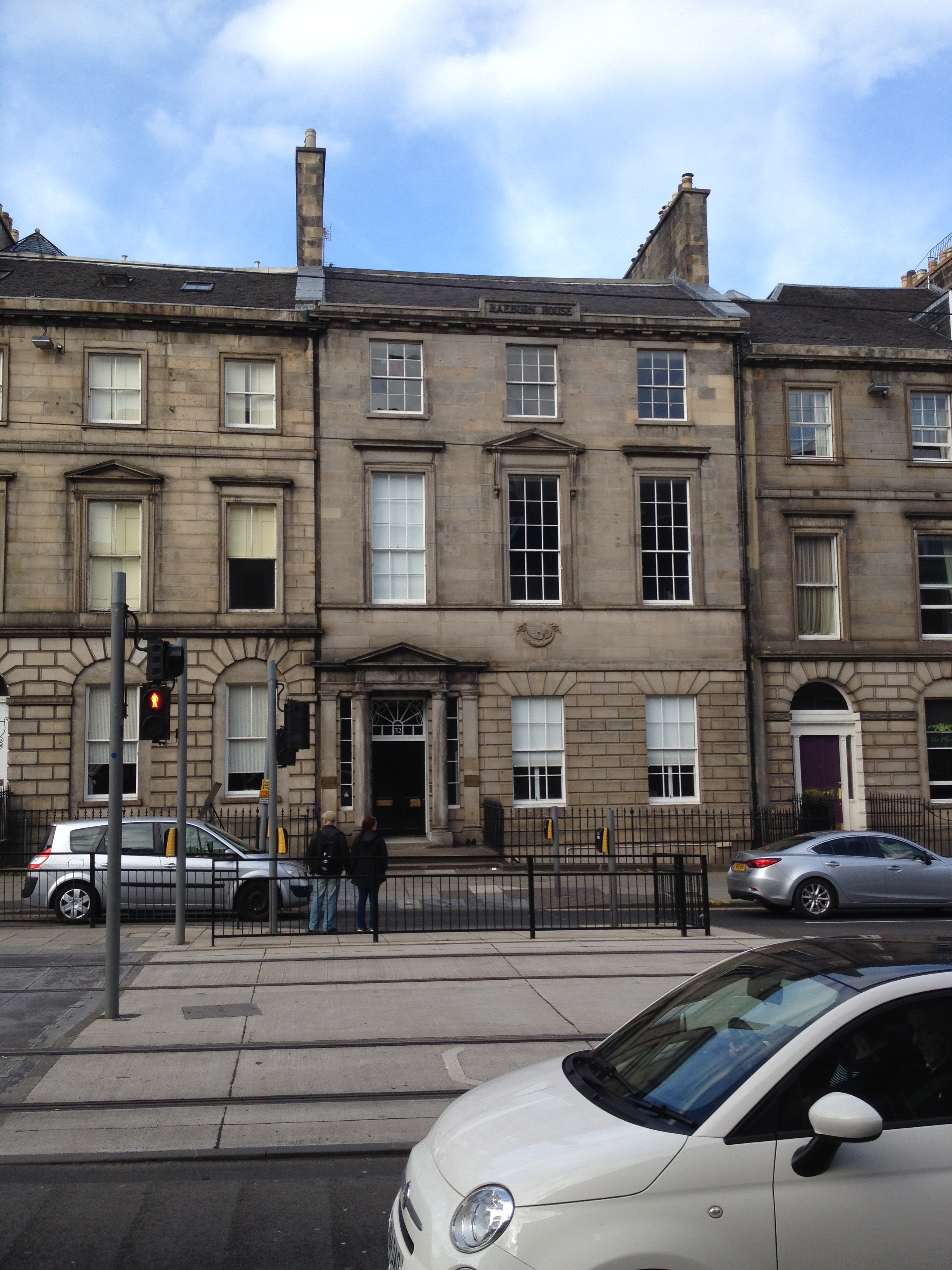
York Place 32, Edimburgo

Nació en Aberdeen en 1816, hijo de John Knott (n. 1754), profesor de música, y su esposa Sophia Pelham. Su familia (incluida una hermana Sophia M. Knott y su hermano Lavernor Knott) parece haberse mudado a 2 St Patrick Square en Edimburgo alrededor de 1830.
En 1839, Knott aparece como retratista que vive en 2 St Patrick Square en el lado sur de Edimburgo. Como cabeza de familia principal, se debe suponer que su padre ahora estaba muerto. El 3 de mayo de 1878 aparece como Maestro Masón de la Logia Humber, estando afiliado en esa fecha también como miembro de la Logia Celta (2 Brodie's Close en el Lawnmarket ). El 1 de diciembre de 1879, una página del diario de William Gladstone indica que escribió a Tavernor Knott desde el Castillo de Taymouth poco antes de visitar Edimburgo. Esto parece haber llevado a un encargo ya que un retrato de Gladstone se encuentra entre sus obras conocidas.
Más tarde, la dirección de Tavernor fue 32 York Place en First New Town de Edimburgo .

## Composiciones históricas
Ver
- Colonos en el Nuevo Mundo (1841)
- Encuentro indio (1841)
- Emigrantes escoceses deteniéndose en la pradera (1841)